# Centro Costa Salguero
El Centro Costa Salguero es un centro de convenciones situado en el barrio de Palermo, Ciudad de Buenos Aires, Argentina, a orillas del Río de la Plata.
Fue creado en el año 1993 con el propósito de construir y operar un predio que permitiese llevar a cabo eventos de todo tipo, tales como exposiciones, convenciones, espectáculos, eventos deportivos, reuniones sociales y empresariales. Inaugurado en mayo de 1994, fue diseñado por el estudio de arquitectura Aftalión-Bischof-Egozcué-Vidal y ocupaba más de 11.000 m². Durante 1998 y 1999 esta superficie cubierta aumentaría hasta los 20.000 m², que combinados con las playas de estacionamiento y los sectores descubiertos totalizan una extensión de 40.000 m² dentro de las 17 ha que conforman el complejo.
El Centro se construyó en un predio otorgado en concesión por el Gobierno de la Ciudad de Buenos Aires. En 2020, venció la concesión del terreno y el Poder Ejecutivo del Gobierno de la Ciudad, a cargo de Horacio Rodríguez Larreta, decidió no renovar la concesión. La Legislatura porteña autorizó al Ejecutivo a vender un porcentaje de las tierras. Así, se llamó a un concurso público que propone realizar edificios de hasta siete pisos y un hotel en la zona. El proyecto actualmente cuenta con una fuerte oposición pública.

## Transporte público
Las siguientes líneas de colectivos (ómnibus urbanos) circulan en torno al centro de convenciones: 33, 37, 45 y 160.